# أندي ووكر (لاعب كرة قدم)
أندي ووكر (بالإنجليزية: Andy Walker)‏ (1880 - 27 مايو 1964) هو لاعب كرة قدم بريطاني (وحمل سابقاً جنسية المملكة المتحدة لبريطانيا العظمى وأيرلندا) في مركز الوسط. لعب مع تشيلسي ونادي دندي.

## وصلات خارجية
- أندي ووكر على موقع قاعدة بيانات كرة القدم.إي يو (الإنجليزية)